# Československá basketbalová liga žen 1965/1966
Československá basketbalová liga žen 1965/1966 byla nejvyšší ligovou basketbalovou soutěží žen v Československu. Počet družstev byl 11. Titul mistra Československa získal tým Sparta ČKD Praha, na druhém místě se umístil klub KPS Brno a na třetím Lokomotiva Bratislava. O titulu mistra rozhodly vzájemné zápasy.
- Sparta ČKD Praha (trenér Zbyněk Kubín) v sezóně 1965/66 získala svůj 8. titul mistra Československa (z 23 celkem) a její hráčky patřily mezi opory reprezentačního družstva Československa.
- Vítězem ankety Basketbalista roku 1965 byla Dagmar Hubálková (Slovan Orbis Praha).
- „All Stars“ československé basketbalové ligy - nejlepší pětka hráčů basketbalové sezóny 1965/66: Helena Malotová-Jošková, Marta Kreuzová-Melicharová, Sylva Richterová, Věra Štechrová-Koťátková, Olga Kyzlinková-Mikulášková.

Konečné pořadí ligy 

1. Sparta ČKD Praha (mistr Československa 1966) - 2. KPS Brno - 3. Lokomotíva Bratislava - 4. Slovan CHZJD Bratislava - 5. Slovan Orbis Praha - 6. Jiskra Kyjov - 7. Slavia VŠ Praha - 8. Lokomotíva Ústí nad Labem - 9. Slavia VŠ Brno - další 2 družstva sestup z 1. ligy: 10. Bohemians ČKD Praha - 11. Slavia Kroměříž

## Systém soutěže
- Všechna družstva hrála dvoukolově každý s každým (doma - venku), každé družstvo odehrálo 20 zápasů, poté prvních 8 družstev podle pořadí ve 2 skupinách po 4 družstvech dva závěrečné turnaje, počet zápasů se zvýšil na 26.

| Poř. | Tým                       | Z  | V  | P  | Skóre     | Body |
| ---- | ------------------------- | -- | -- | -- | --------- | ---- |
| 1.   | Sparta ČKD Praha          | 26 | 21 | 5  | 1744:1443 | 47   |
| 2.   | KPS Brno                  | 26 | 19 | 7  | 1884:1448 | 45   |
| 3.   | Lokomotíva Bratislava     | 26 | 18 | 8  | 1736:1609 | 44   |
| 4.   | Slovan CHZJD Bratislava   | 26 | 18 | 8  | 1741:1516 | 44   |
|      |                           |    |    |    |           |      |
| 5.   | Slovan Orbis Praha        | 26 | 16 | 10 | 1658:1437 | 42   |
| 6.   | Jiskra Kyjov              | 26 | 15 | 11 | 1531:1416 | 41   |
| 7.   | Slavia VŠ Praha           | 26 | 14 | 12 | 1604:1561 | 40   |
| 8.   | Lokomotiva Ústí nad Labem | 26 | 6  | 20 | 1380:1785 | 32   |
|      |                           |    |    |    |           |      |
| 9.   | Slavia VŠ Brno            | 20 | 4  | 16 | 1013:1245 | 24   |
| 10.  | Bohemians ČKD Praha       | 20 | 3  | 17 | 1001:1337 | 23   |
| 11.  | Slavia Kroměříž           | 20 | 0  | 20 | 1044:1539 | 20   |

## Sestavy (hráčky, trenéři) 1965/1966, 1966/1967
- Spartak Praha Sokolovo: Marta Kreuzová-Melicharová, Sylva Richterová, Milena Vecková-Blahoutová, Marie Zahoříková-Soukupová, Pavla Gregorová-Holková, Eva Myslíková-Stehnová, Hana Polívková, Eva Polívková, Urbanová, Jana Bednářová-Edlová, Doležalová, Rottová. Trenér Zbyněk Kubín
- KPS Brno: Věra Horáková-Grubrová, Olga Přidalová (Kyzlinková-Mikulášková), Dana Tušilová-Rumlerová, Olga Bobrovská-Hrubá, Julie Žižlavská-Koukalová, Eva Mikulášková, Olejníčková, Ležáková, Hanáková, Kučerová-Lastovecká, Šeneklová, Novotná. Trenér Jindřich Drásal
- Slovan Orbis Praha: Dagmar Hubálková, Věra Štechrová-Koťátková, Jaroslava Majerová-Ŕepková, Libuše Kociánová-Bolečková, Eva Hegerová-Šuckrdlová, Benešová-Havlíčková, Stejskalová, Fialová, Fišerová, Řezníčková. Trenér Svatopluk Mrázek
- Lokomotiva Bratislava: Helena Zvolenská, Valéria Tyrolová, Antonína Nováková-Záchvějová, Marta Tomašovičová, Helena Strážovská-Verešová, Jajtnerová, Fischerová, Gerhátová, Labudová, Lišková. Trenér Ján Hluchý
- Slovan ÚNV Bratislava: Zora Staršia-Haluzická, Eva Petrovičová, Olga Blechová-Bártová, Hana Veselá-Boďová, Věra Zedníčková-Ryšavá, Dana Šmihulová-Hapalová, Edita Uberalová-Príkazská, Mičudová-Baránková, Bíliková, Martišová, Labudová, Pavlíková, Dubovská, Baštrnáková, Miklánková. Trenér Kurt Uberal
- Jiskra Kyjov: Helena Malotová-Jošková, Ludmila Kuřilová-Navrátilová, Vlasta Pacíková, Marie Řiháková, Pázlerová, Uryčová. Trenér Ivan Kuřil
- Slavia Praha ITVS: Milena Jindrová (Hacmacová), Alena Spejchalová, Ivana Mrázková-Kuchařová, Radka Matoulková-Brožková, Alena Dolejšová-Plechatová, Bublíková, Kupková, Dočekalová, Lehká. Trenér Jan Karger
- Lokomotiva Ústí n/L: Pavla Pavlíčková, Petra Pavlíčková, Jana Šubrtová, Ludmila Kuřilová-Navrátilová, Vránová, Špačková, Hana Slavíková, Alena Holanová, Strachová. Trenér Květoslav Soukup
- Slavia VŠ Brno: Zahrádková, Dašovská, Paseková, Dufková, Reichlová, Robotková, Kubálková, Pólová, Sísová, Řehůřková. Trenér L. Pol
- Bohemians Praha: Eva Krahulcová, Brychcínová, Šplíchalová, Taušnerová, Svobodová, Martínková. Trenér
- Slavia Kroměříž: Dvořáková, Buchtíková, Přibylová, Slezáková, Kostihová, Seidlová, Drunovská, Novosadová, Emgartová. Trenér

## Zajímavosti
- Mistrovství Evropy v basketbale žen 1966 se konalo v Rumunsku (Kluž) v září 1966 za účasti 12 družstev. Mistrem Evropy byl Sovětský svaz', Československo na 2. místě , Německá demokratická republika (NDR) na 3. místě, Rumunsko na 4. místě. Československo na ME 1966 hrálo v sestavě: Helena Malotová-Jošková 74 bodů /6 zápasů,Marta Kreuzová-Melicharová 68 /7, Věra Štechrová-Koťátková 65 /6,Milena Jindrová 60 /7, Elena Zvolenská 54 /7, Sylva Richterová 50 /6, Ivana Mrázková-Kuchařová 46 /6, Zora Staršia-Haluzická 31 /4, Pavla Holková-Gregorová 20 /5, Dana Tušilová-Rumlerová 20 /6, Olga Přidalová (Kyzlinková-Mikulášková) 14 /6, Marie Zahoříková-Soukupová 9 /2, celkem 511 bodů v 7 zápasech (6 vítězství, 1 porážka). Trenér: Miloslav Kříž, asistent Jan Karger
- V Poháru evropských mistrů v basketbalu žen Slovan Orbis Praha v sezóně 1965/66 vyřadil v semifinále Slavia Sofia a ve finále prohrál s Daugava Riga. Umístění českého družstva patří mezi významné úspěchy klubu.